# Meatotomia

Il risultato di una meatotomia.

Una meatotomia è una forma di modificazione del pene in cui la parte ventrale del glande viene divisa in due. Tale procedura può essere effettuata da un medico per alleviare una stenosi meatale o uretrale o per risolvere un'ipospadia fallita.
Oltre che un intervento medico, la meatotomia può essere anche una modificazione corporea a cui il soggetto si sottopone come operazione fine a se stessa o come inizio di un processo che porterà alla subincisione del pene e poi alla biforcazione dello stesso.

## Procedura
Esistono diverse tecniche con le quali può essere eseguito il taglio, tutte effettuate almeno in anestesia locale, la più comune delle quali consiste nella chiusura del meato ventrale, dell'uretra e del frenulo per circa 60 secondi con una pinza emostatica di Kelly, di cui una delle branche è stata inserita nel meato, e quindi, dopo tale lasso di tempo, nel taglio della parte inferiore del glande, che ormai si considera morta, con un paio di forbici molto fini. Altre tecniche prevedono l'utilizzo di un bisturi (talvolta associato all'uso di una pinza emostatica) o di un elettrobisturi in modo da cauterizzare il taglio, o anche l'utilizzo di fistole preesistenti da usare come limite dell'area da tagliare. A seconda dell'anatomia del soggetto e dell'estensione del taglio, una meatotomia effettuata con il bisturi può portare a perdite di sangue piuttosto copiose, mentre l'uso delle forbici assieme alla pinza emostatica o della cauterizzazione rendono l'operazione quasi priva di sanguinamento.
Al di là della procedura utilizzata per la realizzazione, le meatotomie, così come le altre modificazioni corporee che coinvolgono i genitali, guariscono piuttosto in fretta, essendo le parti coinvolte riccamente irrorate di sangue. I tessuti del glande, inoltre, non hanno la tendenza ad aderire l'un l'altro durante la guarigione del taglio; tuttavia, nel caso la meatotomia sia stata effettuata a scopo medico, per evitare il verificarsi delle recidive può essere utile tenere separati i bordi dell'incisione e lubrificare la parte mediante la punta di un tubo per pomate oftalmiche antibiotiche, da utilizzare almeno 3 volte al giorno per 7-10 giorni.

## Effetti
Oltre all'esposizione di tessuti interni, l'apertura uretrale allargata può impedire il controllo della direzione e della forma del getto di urina da parte del paziente. Ciò può risultare in un mitto a bagnafiore che può risultare fastidioso, e quindi nella necessità che il soggetto urini da seduto. La maggiore larghezza del lume uretrale può anche far sì che la velocità dello sperma eiaculato diminuisca, diminuendo di conseguenza la distanza a cui questo può arrivare. Le conseguenze sul sesso penetrativo sono invece trascurabili, sia dal punto del soggetto che di quello del partner e anzi, la stimolazione manuale può risultare aumentata per coloro i quali gradiscono la stimolazione uretrale, inoltre un meato più ampio può favorire l'introduzione di cannule e altri oggetti atti a tale stimolazione; proprio questo è il maggiore dei motivi che portano alcune persone a sottoporsi a una meatotomia pur non necessitandone dal punto di vista sanitario.
Il ripristino di un glande che è stato sottoposto a una meatotomia può essere doloroso e difficoltoso.